# Johann Friedrich Herbart
Johann Friedrich Herbart (4 mai 1776, à Oldenbourg, dans le duché d'Oldenbourg - 11 août 1841, Göttingen) est un philosophe et pédagogue allemand, considéré comme le fondateur de la pédagogie en tant que champ scientifique et académique. Ses nombreux ouvrages sur le sujet eurent une influence majeure sur la théorie et la pratique des sciences de l'éducation en Europe et aux États-Unis.
Dans le champ de la psychologie, Herbart doit sa renommée au fait d'avoir défendu l'idée d'une psychologie comme science, s'appuyant sur la métaphysique et les mathématiques. Sa conception de l'esprit remet en cause l'existence de facultés innées, admise par Kant, et engage une redéfinition de la notion de représentation à partir de l'idée de force ou d'énergie psychique. La conception dynamique du psychique qu'il développe est un premier pas dans la constitution de la psychologie en tant que science autonome au XIXe siècle, et elle a exercé une influence indéniable sur la psychologie de Wundt.
Johann F. Herbart est à l'origine d'une école importante en Allemagne, organisée autour d'une revue qui court sur l'ensemble du siècle, la Zeitschrift für exakte Philosophie im Sinne des neuern philosophischen realismus (« Journal de la philosophie exacte entendue au sens du réalisme philosophique contemporain »). Il a été une source d'inspiration pour des auteurs germanophones de première envergure tels que Bernard Bolzano, Ernst Mach et Sigmund Freud. Ce dernier en reprendra en particulier la notion d'énergie psychique.

## Biographie
Après l'école latine (de) du recteur Johann Siegmund Manso (de), Herbart suit des études de philosophie à l'université d'Iéna sous la direction de Johann Gottlieb Fichte dont il admire la pensée. Il prend toutefois rapidement ses distances avec Fichte, auquel il soumet certaines objections, et finit par s'en détacher. A l'occasion d'un préceptorat à Berne en Suisse entre 1797 et 1800, il entretient des contacts avec le pédagogue Johann Heinrich Pestalozzi, d'où lui restera sa passion pour la pédagogie. Il retourne en Allemagne en 1800, à Brême d'abord où il exerce ses activités de précepteur jusqu'en 1802, puis à l'université de Göttingen où il poursuit ses études de philosophie. Sa thèse de doctorat soutenue, il y obtient assez rapidement un poste de professeur de philosophie et de pédagogie qu'il abandonne en 1809 pour la chaire de philosophie de l'université de Königsberg (où il fut précédé par Emmanuel Kant). En 1824, il publie un traité intitulé La psychologie comme science nouvellement fondée sur l'expérience, la métaphysique et la mathématique dans lequel il défend, contre la doctrine kantienne, la possibilité d'une psychologie empirique et mathématisée. À Königsberg, il instaure un séminaire consacré à la pédagogie qu'il animera jusqu'en 1833, date à laquelle il retourne à Göttingen, y exerçant en tant que professeur de philosophie. Il y restera jusqu’à sa mort.

## Philosophie
Ancien élève et disciple de Fichte, Johann Friedrich Herbart rompt très tôt avec le courant idéaliste de cette époque. Sa philosophie de la connaissance propose une lecture de Kant à contre-courant, à la fois réaliste et empiriste, qui rejette l'idée d'un sujet transcendantal. Refusant la critique kantienne de la raison et de l'entendement, Herbart poursuit malgré tout son héritage en proclamant la vanité intellectuelle de toute attitude intellectuelle qui tendrait à connaître quelque chose au-delà des relations dans lesquelles elles se présentent à nous. Il cherche dans ses déductions métaphysiques à appréhender le réel par les concepts et élabore en ce sens une métaphysique selon laquelle l'être n'est pas une propriété de la chose mais une détermination de l'entendement. Son ontologie, bien que réaliste, reprend le principe kantien de la distinction entre phénomène et « noumène » ou chose en soi ; mais elle n'accepte pas la séparation entre les deux, les phénomènes étant causalement déterminés par les noumènes. Pour Herbart, il existe une relation de causalité entre les noumènes et les phénomènes de sorte que l'analyse empirique des phénomènes introduit automatiquement aux choses en soi.
Dans Die Hauptpuncte der Metaphysik (« Les points capitaux de la métaphysique »), publié en 1806, Herbart oppose une « métaphysique réaliste » à l'idéalisme dont il dénonce la contradiction interne et auquel il oppose sa « méthode des rapports ». Par cette méthode, Herbart prétend résoudre  la contradiction de l'unité multiple de la substance douée d'accidents, en l'interprétant comme une connexion (Zusammen) d'éléments simples qui n'ont aucune relation nécessaire entre eux. Cette connexion est le fondement de tout apparaître : l'être perd ainsi tout caractère fondationnel. Le concept de substance est certes conservé mais il n'est pour Herbart qu'une construction de la pensée requise pour rendre compte de l'identité des représentations.
La métaphysique de Herbart comprend une psychologie qu'il conçoit en rapport avec les sciences de la nature. L'esprit, inaccessible en soi, peut être abordé empiriquement par le biais de l'action qui en manifeste la présence, et la dynamique de la vie psychique peut être entièrement formalisée par les mathématiques. Herbart est ainsi le premier à utiliser les méthodes du calcul infinitésimal pour résoudre les problèmes de la recherche philosophique. Selon lui, et à la différence de Kant, l'esprit se forme par l'expérience et il n'existe pas de facultés innées.
Chez Herbart, l'éthique n'est qu'un aspect de l'esthétique, qui comprend la morale proprement dite : le goût et le sens moral sont pour lui de même nature. Comme Kant, Herbart soutient que la moralité des actions trouve son fondement dans des normes a priori, et il rejette l'eudémonisme ainsi que tous les « motifs matériels » lorsqu'ils se présentent comme justification morale de l'action. A l'instar de Kant, il considère que les jugements moraux doivent se conformer à la « forme de la volonté » telle que l'éthique la détermine, mais contrairement au premier, Herbart voit dans les jugements éthiques une forme de jugement esthétique.

## Psychologie

### Psychologie scientifique
Herbart est le premier auteur à avoir tenté d'élaborer une psychologie scientifique. Bien qu'influencé par Kant, il considère, contrairement à ce dernier, que la psychologie peut être rigoureusement scientifique lorsque l'on y applique les mathématiques. La mathématisation de la psychologie consiste à quantifier les phénomènes psychiques en recourant à des procédures mathématiques sophistiquées, méthode qu'il présente en 1825 dans sa Psychologie als Wissenchaft neugegründet auf Erfahrung, Metaphysik und Mathematik (« La psychologie comme science fondée sur l'expérience, la métaphysique et les mathématiques »). Il y propose une véritable statistique ainsi qu'une mécanique de la vie psychique où entrent en jeu les représentations. Ainsi, la psychologie s'élève au rang de science exacte au même titre que la mécanique des corps solides. Contrairement toutefois aux développements ultérieurs qu'en feront Wilhelm Wundt et Gustav Fechner, par exemple, la psychologie scientifique reste chez Herbart une science purement déductive, ne pouvant déboucher sur l'expérimentation. Elle s'inscrit dans l'idéal d'une mathématique universelle.
L'idée fondamentale de la psychologie herbartienne est que la loi d'association des idées, sur laquelle s'appuyait la psychologie de l'école empiriste anglaise, est à considérer comme un véritable phénomène d'attraction sur le modèle de l'attraction physique gravitationnelle. Son ambition est de renouveler pour la psychologie l'exploit qu'Isaac Newton a accompli pour la physique. C'est de la physique newtonienne que Herbart tire l'idée de force d'attraction, concept qu'il transpose au domaine des idées et des représentations : il existe entre les idées des forces d'attraction et de répulsion qui déterminent leurs rapports au même titre que les corps solides. L'énergie psychique qui se manifeste par ses forces est quantifiable et elle se déploie au travers de tous les processus psychiques. Il y aurait ainsi une véritable dynamique des représentations comme il y a une dynamique des corps solides. Il n'existe donc pas de spécificité de la psychologie par rapport aux autres sciences de la nature, même si son objet, la « matière spirituelle », diffère de celui étudié par celles-ci.
Herbart s'attache à décrire et à expliquer l'activité de l'esprit en termes d'interactions entre des contenus de représentations. Selon lui, les représentations elles-mêmes peuvent être considérées comme des forces, et la vie psychique comme le résultat de l'action réciproque de ces forces. Il identifie plus précisément les représentations à des réactions de l'esprit aux perturbations de l'environnement. La variation d'intensité de ces représentations peut être entièrement décrite par un modèle mathématique, à l'instar de n'importe quelle variation physique au sein de la nature. Ainsi, si deux idées qui entrent en conflit sont de même force, elles verront chacune leur intensité diminuer de moitié. Si, au contraire, leurs forces sont inégales et si, par exemple, l'idée a est plus grande que l'idée b, la somme de l'action inhibitrice sera inversement proportionnelle à leur intensité. Donc l'idée a sera inhibée de (a² + ab – b²) / (a + b), et l'idée b le sera de b² / (a + b). Dans le cas où (b – ab) / (a + b) = 0, l'idée b disparaît, ce qui signifie qu'elle n'atteint plus le seuil de la conscience. Cette notion de seuil de conscience sera reprise par la psychophysique et en particulier par Fechner.

### Notion d'inconscient
D'après Herbart, une représentation peut être « refoulée » (verdrängt) par une autre, dès lors que l'équilibre des forces en présence fait que cette représentation n'arrive plus à la conscience parce qu'une représentation plus forte qu'elle l'inhibe. Il s'ensuit qu'une représentation peut devenir inconsciente. Il existe un seuil en deçà duquel les représentations n'accèdent pas à la conscience et que l'on ne doit plus pouvoir calculer.
La psychologie de Herbart serait l'une des principales sources d'influences de l’œuvre du « premier  Freud » : nombre de concepts freudiens sont en effet déjà présents dans la psychologie du philosophe. Les premiers historiens de la psychanalyse à avoir relevé cette réappropriation de la psychologie herbartienne par Freud sont Ola Andersson  et Henri Ellenberger . Son apport le plus remarquable à la psychologie de l'inconscient est sa thèse selon laquelle les représentations continuent d'exister en deçà du seuil de conscience. Cette thèse lui permet de concevoir une activité inconsciente de l'esprit dont on peut déduire la réalité par des procédures mathématiques. Herbart envisage ainsi près d'un siècle avant Freud un inconscient psychique doté lui aussi de représentations et régi par des forces propres à l'esprit.

## Pédagogie
Herbart s'inscrit dans la lignée de grands pédagogues qui marquent le début du XIXe siècle, ainsi Johann Heinrich Pestalozzi, ou encore Friedrich Fröbel (1782 1852). Pestalozzi est entré dans l'histoire de l'éducation comme le père des orphelins de Stans et le fondateur de la nouvelle école primaire à l'intention des enfants pauvres. De son côté, Fröbel a conçu l'éducation de la petite enfance. Il formula les grandes lignes d'une pédagogie accordant une place centrale à la spontanéité et au jeu, admis comme fondements de la conscience en formation.
La pédagogie de Herbart s'inspire de cet idéal humaniste pratique tout en relevant de considérations épistémologiques très spéculatives. C'est son expérience d'enseignant et d'éducateur qui conduit Herbart à sa théorie pédagogique, véritable trait d'union entre son système philosophique et sa théorie du terrain. Il s'applique à établir le statut d'expérimentation en pédagogie. Il est l'un des fondateurs de la psychologie de l'enfant.

### Théorisation de l'éducation
La condition préalable de toute théorie de l'éducation selon Herbart, c'est une conception de l'univers qui ne repose ni sur le fatalisme, ni sur une liberté illimitée. Les systèmes de Spinoza, Kant et Fichte sont donc inconciliables, selon lui, avec les exigences d'une doctrine pédagogique.
Herbart envisage les conditions et l'éducation, ainsi que son intérêt pratique, en termes de possibilité, de nécessité et de but. La possibilité de l'éducation résulte de la malléabilité de l'âme ; cette malléabilité n'est toutefois pas absolue, et l'éducateur ne peut pas faire de son élève tout ce qu'il veut ; l'individualité propre de chaque homme, les conditions du milieu et les circonstances limitent la puissance de l'éducation.
La nécessité de l'éducation résulte des dangers auxquels l'homme est exposé si l'éducation ne vient pas à son secours. Comme un faible roseau qui est le jouet de tous les vents, l'homme dont la volonté n'aurait pas été formée par l'éducation serait voué à une perte certaine au milieu des orages de la vie. L'éducation est donc nécessaire ; mais elle ne doit pas paraître comme un mal nécessaire, imposé par un éducateur enchaîné à son élève comme un précepteur. Une telle méthode ne pourrait conduire, selon Herbart, qu'à réduire à néant la liberté de l'élève. Or, l'éducateur n'a pas le droit « d'entraver l'activité de l'homme futur, et par conséquent de la fixer sur un seul point ».
Quant au but de l'éducation, il est parfaitement compatible avec une liberté réelle de la volonté. L'enfant n'a pas, d'après Herbart, de volonté proprement dite, il n'a que des impulsions irréfléchies, qui peuvent de différentes façons, par l'éducation, être transformées en volonté. L'éducation a pour mission de veiller et d'aider à la formation de cette volonté consciente et réfléchie. Mais ce but général ne peut pas être atteint de la même façon chez tous les élèves. Si l'on voulait essayer de proposer à l'activité des élèves un objet particulier, le même pour tous, on s'apercevrait rapidement que la chose est impossible. L'intérêt des élèves ne peut pas être dirigé sur un objet unique, ni même exclusivement sur la science, sur l'art ou la religion. Ce n'est pas pour la nature, comme le veut Rousseau, ni pour la société, comme le demande Locke, ni pour l'Etat ni pour l'humanité qu'on doit élever l'enfant. C'est la sollicitude pour l'individu qui doit déterminer le but de l'éducation ; et c'est au moyen de la multiplicité des objets présentés à l'élève que l'on obtiendra la meilleure garantie pour le bonheur de l'homme futur. Celui-ci doit pouvoir trouver un intérêt dans tous les champs d'activité où pourront l'appeler plus tard la destinée ou le jeu des circonstances. Le véritable but de l'éducation est par conséquent d'éveiller chez l'élève la multiplicité d'intérêts (Vielseitigkeit des Interesses).

### «Gouvernement» et «discipline»
Herbart considère que l'éducation peut commencer très précocement car le sens de l'intuition peut être cultivé dès le berceau. Ainsi, on peut stimuler l'esprit du très jeune enfant en plaçant tous les jours auprès du berceau des figures aux couleurs variées, des objets de la vie usuelle aux formes simples comme un œuf ou une pomme, afin notamment que l’œil du nourrisson s'arrête sur eux et apprenne à observer les formes. Toutefois, les premières années de l'enfance n'appartiennent pas à la période de l'éducation proprement dite, éducation que Herbart appelle « discipline » (Zucht) ; elles forment une période préparatoire, où l'enfant est soumis au « gouvernement » (Regierung). Ces deux notions de « gouvernement » et de « discipline », qui jouent un grand rôle dans la pédagogie de Herbart et de ses disciples, doivent être soigneusement distinguées l'une de l'autre.
Le gouvernement doit simplement maintenir l'ordre, la discipline doit former le caractère ; le premier n'a en vue que la protection des élèves eux-mêmes et des adultes, et ne s'occupe que du présent ; la seconde travaille pour l'avenir. Aussi ces deux types de pédagogie n'emploient-elles pas les mêmes méthodes.
La première règle du gouvernement consiste à occuper les enfants car « on n'a encore en vue aucun avantage relativement à la culture des facultés. ». L'objectif principal ici est encore d'apprendre à l'enfant à assurer sa sécurité. Les occupations peuvent être soit choisies par les enfants eux-mêmes, soit imposées par le maître. Elles réclament une surveillance attentive, les menaces et les châtiments étant des moyens insuffisants d'assurer l'obéissance, sans compter le tort qu'ils font au caractère. Ce qui est le plus nécessaire pour exercer avec efficacité le gouvernement, c'est l'autorité et l'affection.
Le programme de l'éducation proprement dite, ou « discipline », qui succède au gouvernement, est tracé par les enseignements de la morale et de la psychologie. Cette éducation comprend deux aspects : elle doit procurer à l'élève une connaissance et éveiller en lui la « sympathie » (Theilnahme, littéralement « participation »), ce qui se réalise par l'expérience et le « commerce familier » (Umgang) avec les choses. Herbart est le premier théoricien de l'enseignement à avoir appliqué en ce sens le concept de « tact » en pédagogie. Il donne au tact une valeur d’efficacité et de nécessité dans le rapport enseignant-enseigné. Le tact doit être compris comme un instrument pédagogique permettant la transmission des savoirs de façon plus naturelle et plus efficace que par le simple exercice de l'autorité.

### «Éducation» et «instruction»
Herbart est convaincu que l'éducation et l'instruction ne peuvent être conçues séparément. L'enseignement est donc indispensable à l'éducation. C'est là la thèse essentielle de la pédagogie herbartienne. L'enseignement doit donc obéir aux mêmes principes que l'éducation : c'est de ceux-ci que se tirent les règles générales auxquelles l'enseignement se conformera. Pour que l'élève acquière la « connaissance », l'enseignement devra « montrer, relier, apprendre, philosopher » ; pour que la « sympathie » (Theilnahme) s'éveille, il faut que l'enseignement soit « intuitif, continu, qu'il élève l'esprit, et qu'il se prenne aux réalités ». La méthode de l'enseignement doit être soit « développante » (entwickelnd), c'est-à-dire synthétique, soit explicative (erläuternd), c'est-à-dire analytique ; et selon la nature des diverses branches d'études, il y aura lieu d'appliquer l'une des méthodes de préférence à l'autre.
Afin de rendre l'instruction possible dans un cadre éducatif, l'éducateur doit d'abord dresser une sorte de carte géographique de l'esprit de chaque enfant, en identifiant les différents groupes d'idées qui constituent sa pensée, pour ensuite le former en intégrant ces divers groupes de représentations  dans une « représentation esthétique du monde » plus cohérente. Il doit ainsi, tout en tenant compte des dispositions physiques et du tempérament particulier de chaque enfant, l'élever de son état d'individu à un état qui tend vers l'universalité. Herbart se réfère, à cet égard, au modèle d'éducation de la Grèce antique.
D'après Herbart, l'éducateur doit éviter d’avoir recours à la manipulation des sentiments de l'enfant. Il doit s'appuyer plutôt sur la puissance accumulée dans le passé de tout ce que les hommes ont senti, éprouvé et pensé. Il doit se concevoir comme un simple guide, interprétant ce savoir accumulé avec intelligence et accompagnant l'enfant convenablement dans son mouvement intellectuel. Herbart déclare en ce sens que « ce qui doit importer [à l'éducateur] par-dessus tout, c'est la manière dont s'établit chez son élève le cercle des idées, car ce sont les idées qui engendrent les sentiments, et par là les principes et les manières d'agir. »

## Publications
- Les points principaux de la métaphysique, Paris, Vrin, 2005.
- « De la possibilité et de la nécessité d’appliquer les mathématiques à la psychologie » (1822), Cahiers de philosophie de l’université de Caen, n° 36 (2001), Presses Universitaires de Caen, p. 127-163.